# Aglaomorpha brooksii
Aglaomorpha brooksii är en stensöteväxtart som beskrevs av Edwin Bingham Copeland. Aglaomorpha brooksii ingår i släktet Aglaomorpha och familjen Polypodiaceae. Inga underarter finns listade.